# Elliot Bonds
Elliot Michael Bonds (Londra, 23 marzo 2000) è un calciatore guyanese con cittadinanza britannica, centrocampista del Fleetwood Town e della nazionale guyanese.

## Carriera

### Nazionale
Ha partecipato alla CONCACAF Gold Cup 2019.

## Statistiche

### Cronologia presenze e reti in nazionale
| Cronologia completa delle presenze e delle reti in nazionale ― Guyana | Cronologia completa delle presenze e delle reti in nazionale ― Guyana | Cronologia completa delle presenze e delle reti in nazionale ― Guyana | Cronologia completa delle presenze e delle reti in nazionale ― Guyana | Cronologia completa delle presenze e delle reti in nazionale ― Guyana | Cronologia completa delle presenze e delle reti in nazionale ― Guyana | Cronologia completa delle presenze e delle reti in nazionale ― Guyana | Cronologia completa delle presenze e delle reti in nazionale ― Guyana |
| Data                                                                  | Città                                                                 | In casa                                                               | Risultato                                                             | Ospiti                                                                | Competizione                                                          | Reti                                                                  | Note                                                                  |
| --------------------------------------------------------------------- | --------------------------------------------------------------------- | --------------------------------------------------------------------- | --------------------------------------------------------------------- | --------------------------------------------------------------------- | --------------------------------------------------------------------- | --------------------------------------------------------------------- | --------------------------------------------------------------------- |
| 20-11-2018                                                            | Remire-Montjoly                                                       | Guyana francese                                                       | 2 – 1                                                                 | Guyana                                                                | CONCACAF Nations League 2019-2020 - Qualificazioni                    | -                                                                     |                                                                       |
| 23-3-2019                                                             | Georgetown                                                            | Guyana                                                                | 2 – 1                                                                 | Belize                                                                | CONCACAF Nations League 2019-2020 - Qualificazioni                    | -                                                                     |                                                                       |
| 7-6-2019                                                              | Hamilton                                                              | Bermuda                                                               | 1 – 0                                                                 | Guyana                                                                | Amichevole                                                            | -                                                                     | 59’                                                                   |
| 19-6-2019                                                             | Saint Paul                                                            | Stati Uniti                                                           | 4 – 0                                                                 | Guyana                                                                | Gold Cup 2019 - 1º turno                                              | -                                                                     |                                                                       |
| 22-6-2019                                                             | Cleveland                                                             | Guyana                                                                | 2 – 4                                                                 | Panama                                                                | Gold Cup 2019 - 1º turno                                              | -                                                                     | 55’                                                                   |
| 27-6-2019                                                             | Kansas City                                                           | Trinidad e Tobago                                                     | 1 – 1                                                                 | Guyana                                                                | Gold Cup 2019 - 1º turno                                              | -                                                                     |                                                                       |
| 11-10-2019                                                            | North Sound                                                           | Antigua e Barbuda                                                     | 2 – 1                                                                 | Guyana                                                                | CONCACAF Nations League 2019-2020 - 1º turno                          | -                                                                     | 88’                                                                   |
| 25-3-2023                                                             | Hamilton                                                              | Bermuda                                                               | 0 – 2                                                                 | Guyana                                                                | CONCACAF Nations League 2022-2023 - 1º Turno                          | -                                                                     |                                                                       |
| 29-3-2023                                                             | Waterford                                                             | Guyana                                                                | 0 – 0                                                                 | Montserrat                                                            | CONCACAF Nations League 2022-2023 - 1º Turno                          | -                                                                     | Cap.                                                                  |
| 18-6-2023                                                             | Fort Lauderdale                                                       | Guyana                                                                | 1 – 1 (6 - 4 dtr)                                                     | Grenada                                                               | Qual. Gold Cup 2023                                                   | -                                                                     |                                                                       |
| 20-6-2023                                                             | Fort Lauderdale                                                       | Guadalupa                                                             | 2 – 0                                                                 | Guyana                                                                | Qual. Gold Cup 2023                                                   | -                                                                     |                                                                       |
| 9-9-2023                                                              | North Sound                                                           | Antigua e Barbuda                                                     | 1 – 5                                                                 | Guyana                                                                | CONCACAF Nations League 2023-2024 - Fase a gironi                     | -                                                                     | 73’                                                                   |
| 13-9-2023                                                             | Georgetown                                                            | Guyana                                                                | 3 – 2                                                                 | Bahamas                                                               | CONCACAF Nations League 2023-2024 - 1º turno                          | -                                                                     | 63’                                                                   |
| 14-10-2023                                                            | Basseterre                                                            | Porto Rico                                                            | 1 – 3                                                                 | Guyana                                                                | CONCACAF Nations League 2023-2024 - 1º turno                          | -                                                                     | 90+6’                                                                 |
| 17-10-2023                                                            | Basseterre                                                            | Guyana                                                                | 3 – 1                                                                 | Porto Rico                                                            | CONCACAF Nations League 2023-2024 - 1º turno                          | -                                                                     |                                                                       |
| 21-3-2024                                                             | Jeddah                                                                | Capo Verde                                                            | 1 – 0                                                                 | Guyana                                                                | Amichevole                                                            | -                                                                     | 49’                                                                   |
| 26-3-2024                                                             | Jeddah                                                                | Guyana                                                                | 4 – 1                                                                 | Cambogia                                                              | Amichevole                                                            | -                                                                     | cap.                                                                  |
| 6-6-2024                                                              | Panama                                                                | Panama                                                                | 2 – 0                                                                 | Guyana                                                                | Qual. Mondiali 2026                                                   | -                                                                     | cap. 79’                                                              |
| 11-6-2024                                                             | Wildey                                                                | Guyana                                                                | 3 – 1                                                                 | Belize                                                                | Qual. Mondiali 2026                                                   | -                                                                     | cap.                                                                  |
| 5-9-2024                                                              | Leonora                                                               | Guyana                                                                | 1 – 3                                                                 | Suriname                                                              | CONCACAF Nations League 2024-2025 - 1º turno                          | -                                                                     | cap.                                                                  |
| 9-9-2024                                                              | Fort De France                                                        | Martinica                                                             | 2 – 2                                                                 | Guyana                                                                | CONCACAF Nations League 2024-2025 - 1º turno                          | -                                                                     | cap.                                                                  |
| 21-3-2025                                                             | Bridgetown                                                            | Guyana                                                                | 3 – 2                                                                 | Guatemala                                                             | Qual. Gold Cup 2025                                                   | -                                                                     |                                                                       |
| 25-3-2025                                                             | Città del Guatemala                                                   | Guatemala                                                             | 2 – 0                                                                 | Guyana                                                                | Qual. Gold Cup 2025                                                   | -                                                                     | 72’ 87’                                                               |
| Totale                                                                |                                                                       | Presenze                                                              | 23                                                                    |                                                                       | Reti                                                                  | 0                                                                     |                                                                       |

## Palmarès

### Club

#### Competizioni nazionali
- Campionato inglese di quarta divisione: 1

Cheltenham Town: 2020-2021